# Dryptodon pseudoanodon
Dryptodon pseudoanodon là một loài Rêu trong họ Grimmiaceae. Loài này được (Deguchi) Ochyra & Żarnowiec mô tả khoa học đầu tiên năm 2003.